# Chemotherapy
Chemotherapy is een internationaal, aan collegiale toetsing onderworpen wetenschappelijk tijdschrift over chemotherapie. Het verschijnt tweemaandelijks.